# Mezzani
Mezzani är en tidigare kommunen i provinsen Parma i norra Italien i regionen Emilia-Romagna cirka 90 km nordväst om Bologna och om 15 km nordost Parma.  
Mezzani upphörde som kommun den 1 januari 2019 och bildade med den tidigare kommunen Sorbolo den nya kommunen Sorbolo Mezzani. Den tidigare kommunen hade 3 208 invånare (2018) och gränsade till kommunerna Brescello, Casalmaggiore, Colorno, Parma, Sorbolo, Torrile och Viadana.

## Huvudsakliga sevärdheter

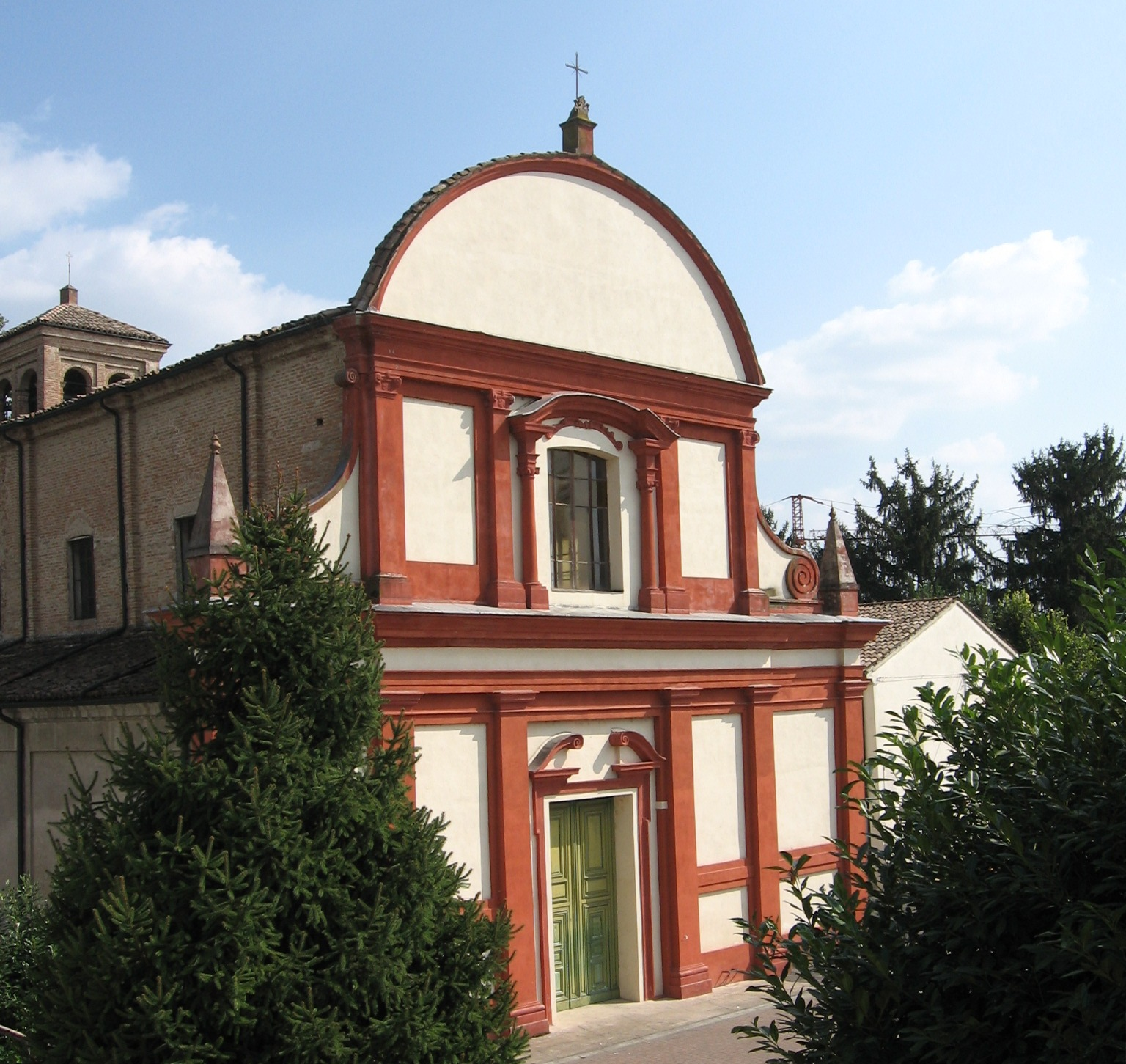
Mezzano Superiore kyrka.

### Kyrkor
- S. Maria Nascente (i Mezzano Inferiore)
- Beata Vergine delle Grazie (i Mezzano Inferiore)
- S. Silvestro (i Casale)
- S. Michele (i Mezzano Superiore)

### Övriga byggnader
- Biskopsgården (i Mezzano Superiore).

## Personer födda i Mezzani
- Clemente Bondi, poet och Översättare
- Giuseppe Rondizzoni
- Rino Vernizzi, musiker